# Igang-Igang
Igang-Igang
es un barrio rural  del municipio filipino de primera categoría de Bataraza perteneciente a la provincia  de Paragua en Mimaro,  Región IV-B.
En 2007 Igang-Igang contaba con  1.077 residentes.

## Geografía
El municipio de Bataraza se encuentra situado en el extremo sur de la parte continental de la isla de Paragua,  775 kilómetros al suroeste de Manila y aproximadamente a 236 km de Puerto Princesa y a unas 5 o 6 horas de camino por tierra.
Este barrio, continental, ocupa el centro del municipio en la costa este, frente a isla Pirata.
Linda al norte con el barrio de Tarusán en la ensenada de San Antonio.
al noroeste con el barrio de Iguaig, limítrofe con el de Sandoval;
al sur con el barrio de Sarong;
al este  con  la costa frente a isla Pirata, que forma parte de este barrio;
y al oeste con el barrio de Ocayán.

### Demografía
El barrio  de Igang-Igang contaba  en mayo de 2010 con una población de 1.404 habitantes.

## Historia
Formaba parte de la provincia española de  Calamianes, una de las 35 del archipiélago Filipino, en la parte llamada de Visayas. Pertenecía a la audiencia territorial  y Capitanía General de Filipinas, y en lo espiritual a la diócesis de Cebú.
En 1858 la provincia  fue dividida en dos provincias: Castilla,  Asturias y la isla de Balábac. Este barrio pasa a formar parte de la provincia de Asturias.